# Raphelson
 Raphelson, né Raphael Enard en 1974 à Lausanne, est un chanteur vaudois.

## Biographie
Raphael Enard prend tout juste quelques cours de guitare à l'École de jazz et de musique actuelle (EJMA) de Lausanne dans le but de former un groupe de rock, avant d'apprendre en autodidacte le piano et la Raphelson débute en 2006, en parallèle à ses activités de guitariste et de chanteur au sein du groupe de pop rock Magicrays. Magicrays mis provisoirement de côté, Raphelson se concentre depuis 2007 sur sa carrière personnelle.
Après quelques concerts donnés en compagnie du multi-instrumentiste John Parish, producteur des albums de Magicrays, Raphelson sort un premier EP chez Gentlemen Records en 2006. Intitulé A New Heart, il compte 4 chansons, dont deux seront reprises sur le premier album du musicien Hold this moment still, sorti en 2007. Particularité de ce disque, Raphelson joue tous les instruments - excepté un morceau où il se fait accompagner à la harpe - enregistre et mixe lui-même les chansons, chez lui. Cette même année 2007, il sort un album live enregistré sur la scène du Miles Davis Hall lors du Montreux jazz Festival, en compagnie du chanteur Fauve, alias Nicolas Julliard. Les deux chanteurs sont pour l'occasion accompagnés du Sinfonietta de Lausanne, et entourés d'invités comme Sophie Hunger, Erik Truffaz ou John Parish. Fin 2007, il compose encore une B.O. pour le film muet de 1929 The Fall of the House of the Usher de Jean Epstein, qu'il interprète en direct durant les projections.
En 2012, c'est encore avec son complice John Parish qu'il produit Everything was a story, story was everything, enregistré et mixé à Bristol. Accompagné de musiciens rencontrés sur la route lors de la tournée de son premier album, Raphelson fait cette fois les choses à plusieurs : Erik Truffaz, le Quatuor Barbouze de chez Fior, Christine Ott et, bien évidemment, John Parish - à l'orgue Hammond, à la batterie et à la guitare - participent à ce deuxième album.

## Sources
- « Raphelson », sur la base de données des personnalités vaudoises sur la plateforme « Patrinum » de la Bibliothèque cantonale et universitaire de Lausanne.
- Horner, Olivier, "Symphonie pour pop-rock de chambre", Le Temps, n° 2917, 2007/07/12
- "Raphelson : «Une chanson inavouable? Video Games!»", Le Matin, 2012/01/31
- Zacheo, Rocco, "Raphelson, l'introspection plurielle", Le Temps, 2012/01/27
- Horner, Olivier, "La mélancolie heureuse de Raphelson", Le Temps, 2009/10/19
- Valet, Fred, "Raphelson, plume solide et élégante", Le Matin, 2012/01/31.